# Stadio Mario Rigamonti
Lo stadio Mario Rigamonti è un impianto sportivo situato nella città di Brescia, stadio dell'Union Brescia. Colloquialmente noto anche come “Rigamonti”, viene utilizzato prettamente come sede di eventi calcistici. Dal 1959 al 2025 ha ospitato le partite casalinghe del Brescia Calcio. Dal 2014 al 2017 ha ospitato anche alcune gare di Champions League del Brescia Femminile. 

## Storia

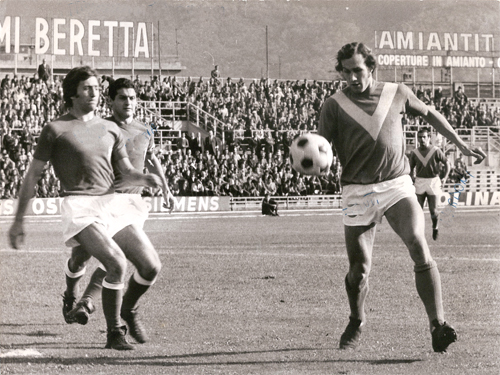
La gradinata del Rigamonti fotografata alla fine degli anni sessanta durante una fase di gioco.

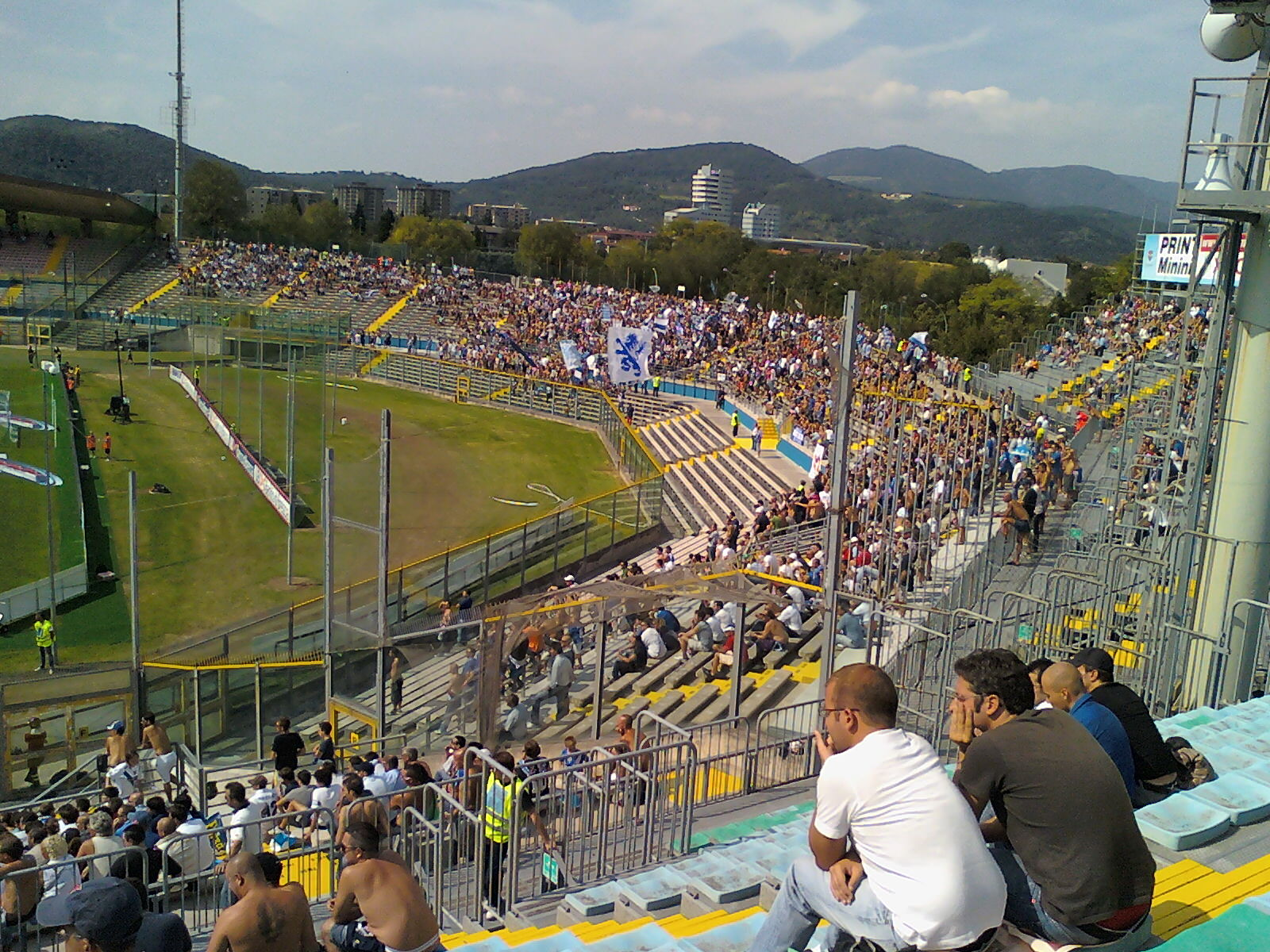
La curva nord come si presentava prima del 2012.

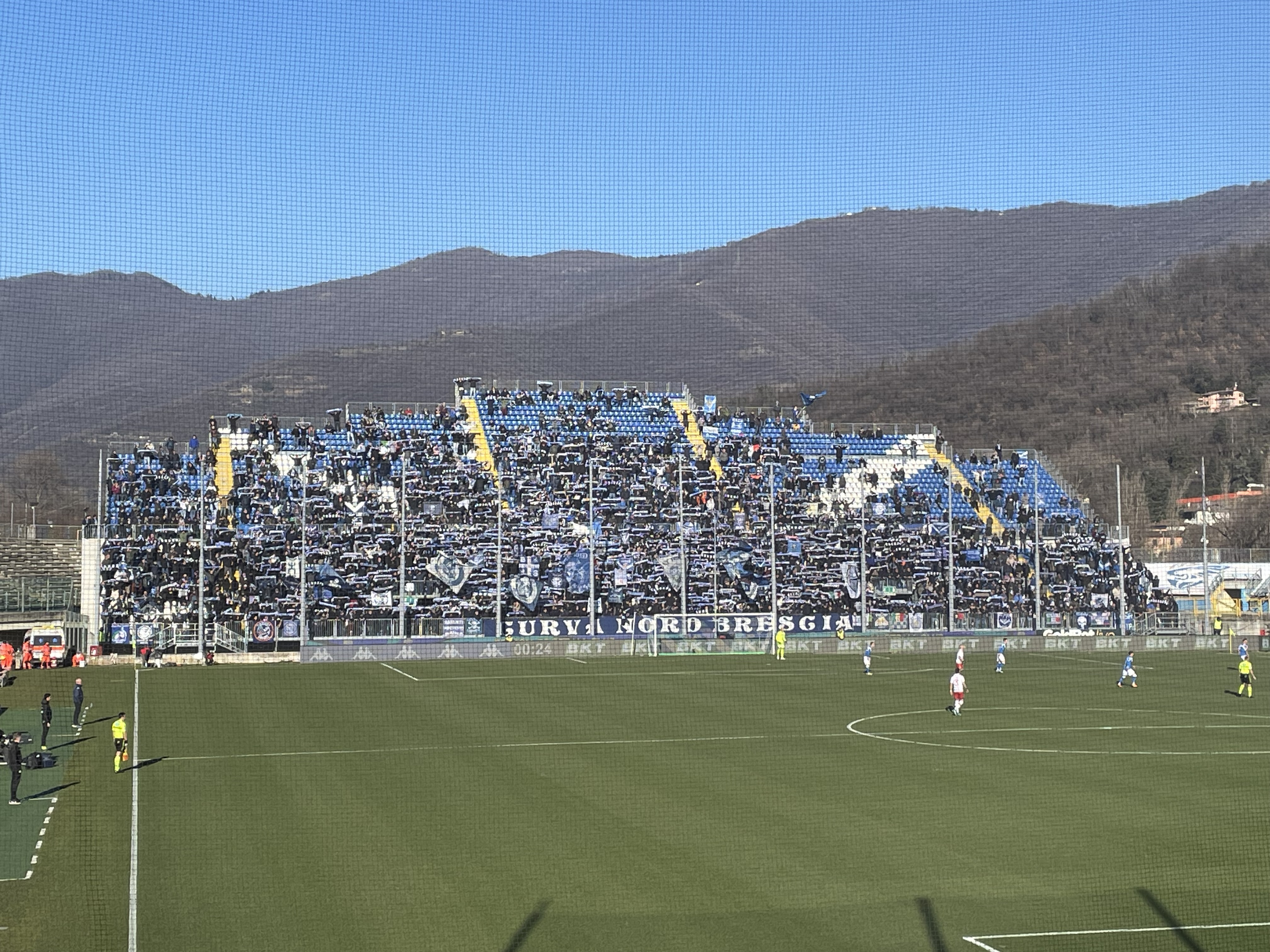
La curva nord "Toninelli" dopo la ricostruzione del 2019

Negli anni cinquanta l'amministrazione comunale deliberò di costruire un nuovo stadio in sostituzione di quello all'epoca esistente, lo Stadium di viale Piave.
Il 30 aprile del 1956 iniziarono dei lavori di ampliamento di un impianto preesistente costruito nel 1928, sito nel quartiere cittadino di Mompiano. Tali lavori si conclusero tre anni più tardi e l'inaugurazione avvenne il 19 settembre 1959 alla presenza del sindaco Bruno Boni, dando così la possibilità alla compagine locale di giocare nel nuovo impianto il campionato di Serie B. I posti a sedere erano inizialmente 28.270 e il terreno di gioco era contornato da una pista di atletica leggera larga 7 metri e lunga 400; L'impianto era inoltre corredato da due piste per il salto in alto, due per il salto in lungo, quattro pedane per i lanci, e due pedane di caduta per il salto in lungo ed il salto con l'asta. Caratteristica peculiare degli spalti era la loro struttura "a spicchi" non regolari, separati l'un l'altro da angoli vivi. Nei decenni successivi, all'occorrenza, lungo le tribune stabili in muratura fu aggiunto un secondo anello in materiale prefabbricato.
L'intitolazione fu in memoria del giocatore bresciano Mario Rigamonti, militante nel Grande Torino e morto nella tragedia di Superga del 1949.
Il 26 maggio 1990 l'impianto accolse la finalissima del campionato di Serie A1 di Rugby a 15, che vide assegnare lo scudetto a Rovigo.
Nel 2009 fu uno degli impianti designati ad ospitare la Coppa del mondo VIVA, competizione calcistica mondiale riservata alle nazionali non riconosciute dalla FIFA, organizzata dalla NF-Board.
La capienza nel 2010 fu portata a 22.944 posti, grazie all'effettuazione delle opere di adeguamento dello stadio ai requisiti previsti dalla normativa vigente per gli incontri del campionato di Serie A 2010-2011; in una fase transitoria, gli spalti furono omologati a soli 16.308 posti in attesa delle verifiche strutturali sulle aggiunte. L'intervento permise la riapertura di gradinata bassa e parterre basso, mentre la curva sud, bisognosa di maggiori interventi, rimase chiusa per qualche turno.
Il 2 maggio 2012 il Rigamonti ospitò il match di Serie A tra Genoa e Cagliari, a seguito della squalifica dello stadio Luigi Ferraris a causa degli incidenti avvenuti sugli spalti durante Genoa-Siena.
Nell'autunno del 2012 fu edificata la nuova curva nord, in struttura tubolare metallica posizionata tra il vecchio "catino" in cemento e la riga di fondo campo; al contempo furono rimosse le reti di protezione antistanti. Il nuovo spalto, avente una capienza di 3.702 posti a sedere, fu aperto al pubblico il 27 ottobre 2012, nella partita con la Pro Vercelli.
Il 10 novembre 2012 il Rigamonti ospitò l'incontro amichevole di rugby a 15 tra la nazionale italiana e la nazionale tongana.
L'11 agosto 2013, prima della partita di Coppa Italia con il Teramo, la curva nord fu ufficialmente intitolata ad Andrea Toninelli, giovane tifoso delle rondinelle scomparso per un incidente avvenuto durante il rientro dalla trasferta di Livorno per assistere alla semifinale play-off di Serie B. Nello stesso anno, venne chiuso al pubblico il parterre.
Un ulteriore lotto di lavori, attuato nel 2018, vide la sostituzione dei seggiolini della tribuna vip e della tribuna centrale, creando posti più comodi e larghi e decurtando la capienza di 500 unità. Fu inoltre rifatto completamente il terreno di gioco, con un tipo speciale di erba arrivata d'importazione statunitense, vennero rimodernati gli spogliatoi e furono introdotti 20 skybox.
Nel maggio del 2019, il presidente del Brescia Massimo Cellino ottenne la concessione dell'impianto fino all'agosto del 2028. Dal mese successivo, lo stadio fu assoggettato a ulteriori opere di ristrutturazione, quali l'ampliamento della curva nord (a 5000 posti) e la costruzione della curva sud (a sua volta eretta in tubolari all'interno del vecchio catino in cemento e capace di circa 4.500 posti, dei quali 1.000 per i tifosi ospiti), l'adeguamento della gradinata, la posa di nuovi seggiolini in tutta la tribuna e la realizzazione di nuovi skybox lungo in parterre; la capienza è stata così ridefinita a 19.500 posti.
Il 30 giugno 2025, a seguito del mancato versamento della seconda rata dell'affitto per la stagione 2024-2025 e a seguito di una diffida già notificata a Massimo Cellino, il comune di Brescia avvia la determina di risoluzione del contratto d'affitto dello stadio, che ritorna al comune in data 4 luglio 2025 dopo recupero forzoso.

## Struttura

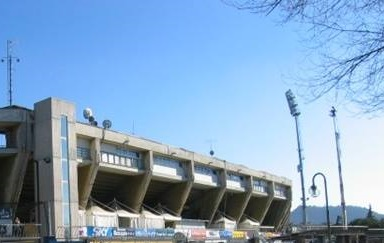
Veduta esterna della tribuna coperta.

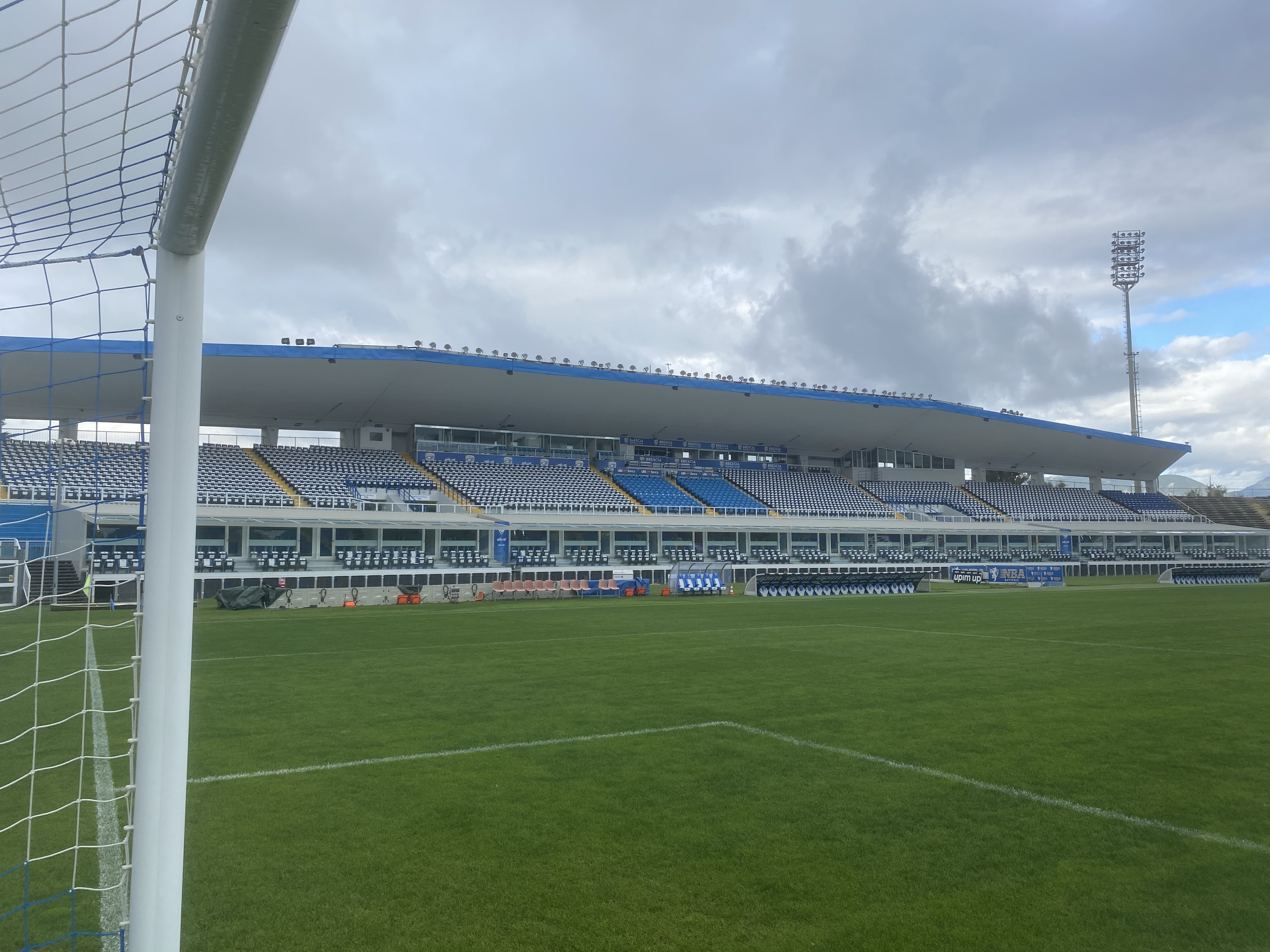
Veduta interna della tribuna coperta.

L'impianto è a pianta ovale, dissimulata dall'aspetto poligonale degli spalti e poi, in maniera più incisiva, dai rifacimenti del terzo millennio. La tribuna centrale è l'unica dotata di copertura e ospita al suo interno la tribuna stampa. Le curve e l'anello superiore del rettilineo scoperto sono costruiti in tubolare metallico. Adiacente allo stadio, di fronte alla tribuna, è presente un ulteriore campo da calcio in terra battuta chiamato Antistadio. Il terreno di gioco è in erba naturale.

### Settori
Dal sito ufficiale del Brescia Calcio.
| Settore omologato                     | Capienza | 19 550 |
| Tribuna                               | 3 250    |        |
| Curva Nord Brescia "Andrea Toninelli" | 5 000    |        |
| Curva Sud Brescia                     | 3 300    |        |
| Curva Sud Ospiti                      | 1 000    |        |
| Gradinata Alta e Bassa                | 7 000    |        |

## Eventi sportivi di rilievo

### Calcio

#### Incontri della nazionale italiana
Lo stadio Mario Rigamonti è stato sede di un incontro amichevole della nazionale di calcio dell'Italia, disputato il 4 giugno 1988 contro il Galles e terminato con il punteggio di 0-1 in favore degli ospiti.

### Rugby a 15
Il 22 aprile 1962 l'impianto ospitò per la prima volta un incontro della nazionale di rugby a 15 dell'Italia, contro la Francia e terminato con la sconfitta degli Azzurri con il punteggio di 3 a 6.
| Arbitro: | Greg Garner |

|                                         |      |                                |
| 6’ Cittadini 39’ Ghiraldini 62’ tecnica | mt   | 34’ Taumalolo 67’ F. Vainikolo |
| 39’, 62’ Burton                         | tr   | 34’, 67’ Apikotoa              |
| 13’, 29’, 52’ Burton                    | c.p. | 3’, 11’, 24’ Apikotoa          |

## Attività extrasportive

### Concerti
L'11 luglio 1980 lo stadio ha ospitato una data del tour estivo di Renato Zero. Il 1º luglio 1989 l'impianto ha ospitato un concerto di Vasco Rossi. L'8 luglio 1997 vi si è esibito David Bowie. Nel 2000 ha ospitato i concerti di Elton John (20 giugno), dei Cranberries (16 luglio) e di Ligabue (6 settembre).

### Cerimonie religiose
Domenica 20 settembre 1998 lo stadio ospitò Papa Giovanni Paolo II, il quale vi celebrò il rito di beatificazione di Giuseppe Tovini.